# Felcode
El Fondo Extremeño Local de Cooperación al Desarrollo  o Felcode es una organización sin ánimo de lucro que congrega a municipios de la comunidad autónoma de Extremadura, con la finalidad de convertirse en un instrumento para impulsar la cooperación internacional desde el ámbito local. 
Sus actuaciones se orientan desde la experiencia de técnicos en gestión local de las entidades públicas socias que lo componen. Es financiado con los fondos que los ayuntamientos y otras entidades locales destinan a la cooperación al desarrollo.

## Socios
En 2012, el Fondo conmemora su décimo aniversario con una cifra en torno a los 200 socios, lo que supone una representatividad que ronda el 52% del total de entidades locales de la región. 
En su composición figuran diversos municipios y mancomunidades de la Provincia de Cáceres y de la Provincia de Badajoz.

## Ejes de actuación
- Desarrollo local: Promoción de iniciativas de desarrollo económico local basadas en la explotación sostenible de los recursos endógenos.[3]
- Descentralización: apoyo a procesos de descentralización político administrativos y en la transferencia de competencias a las administraciones locales.
- Asociacionismo municipal: favorecer los procesos de asociacionismo municipal que permitan desde la gestión mancomunada de servicios hasta la planificación estratégica de territorios supramunicipales.
- Fortalecimiento del gobierno local: encaminado a mejorar la calidad y el acceso a los servicios públicos que se prestan a nivel local.[4]
- Capacitación y formación de cuadros técnicos y políticos locales, con la finalidad de fomentar el liderazgo de los cargos públicos.
- Participación ciudadana: apoyo a la sociedad civil e impulso de los procesos participativos y de empoderamiento social.

## Programas y proyectos
El Felcode ha trabajado en varios proyectos relacionados con el fortalecimiento institucional de los gobiernos locales, a través de capacitaciones en gestión y liderazgo; con el fomento del asociacionismo municipal, y con la mejora de la calidad de vida y del desarrollo económico local y sostenible
Además del Fondo Extremeño Local de Cooperación al Desarrollo, existen otras entidades en la región que también trabajan la cooperación descentralizada:
- Las corporaciones locales (ayuntamientos y diputaciones de Badajoz y Cáceres).
- Las organizaciones supra-municipales (mancomunidades, FEMPEX, AUPEX y Grupos de acción local).
- Los gobiernos autonómicos (AEXCID).

## Países con los que actualmente coopera
- Bolivia
- Ecuador
- Haití
- Paraguay
- República Dominicana
- Uruguay

## Publicaciones
- Manual de cooperación al desarrollo para entidades locales (2005)
- Fortalecimiento a la Gestión municipal de las mujeres en el poder local autonómico (2011) (enlace roto disponible en Internet Archive; véase el historial, la primera versión y la última).. Sobre estrategias de equidad de género en el nivel local.